# Idriss Déby
Idriss Déby Itno (født 18. juni 1952 i Fada, død 20. april 2021 ved Tibestibjergene) var præsident i Tchad. Han kom til magten i 1990, og tog over efter Hissein Habré som havde styret landet i 11 år med et etpartisystem. "Hverken guld eller grønne skove, kun frihed", sagde Déby i et løfte om at genoprette demokratiet i landet.
Ifølge flere menneskerettighedsorganisationer blev 25.000 mennesker dræbt under Débys regime. Hverken menneskerettigheder eller pressefrihed overholdes i landet.
Déby døde kort efter, han var blevet genvalgt til en sjette periode som præsident. Han tog ud for at besøge soldater, der nedkæmpede oprørere, ved fronten og blev skudt. Déby sad ved magten i mere end 30 år.